# Liste des navires perdus par l'US Navy pendant la Seconde Guerre mondiale

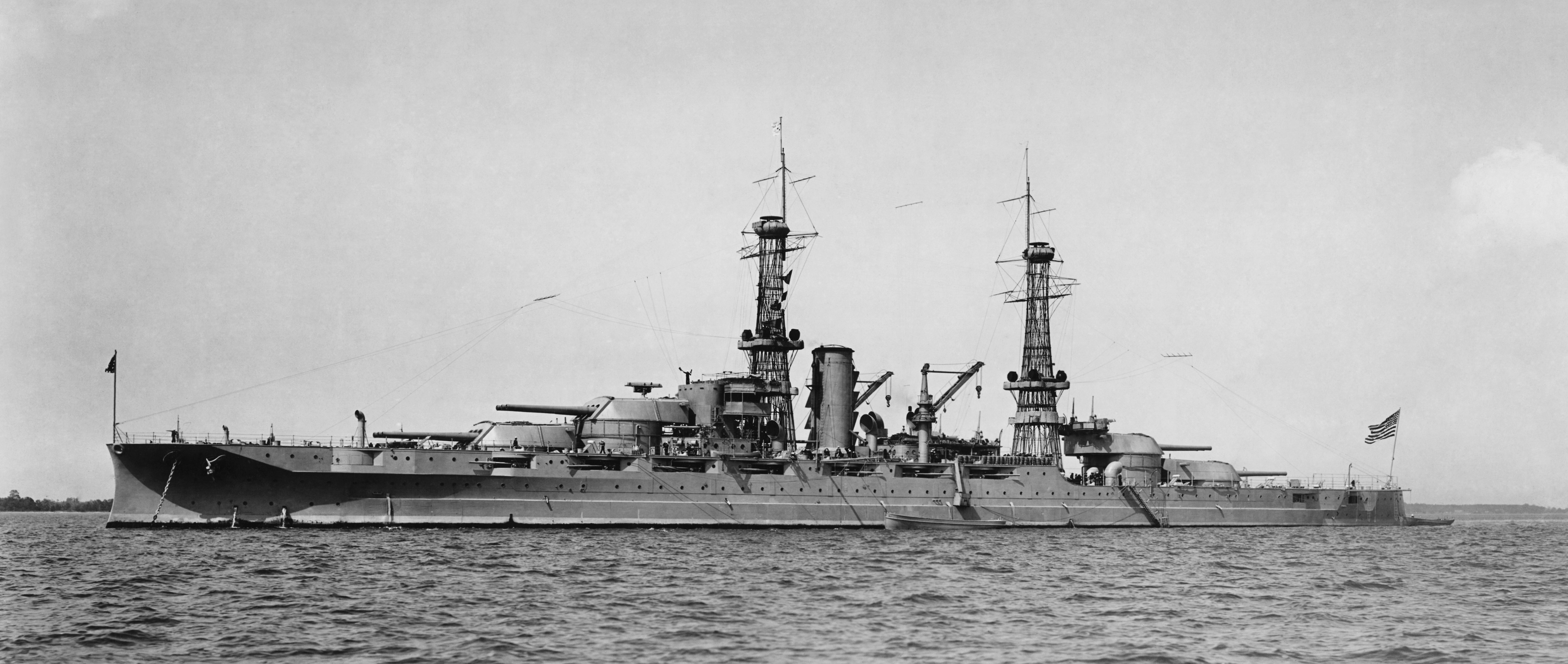
L'USS Arizona (BB-39) coulé dans l'attaque de Pearl Harbor.

Voici la liste des navires perdus par l’US Navy pendant la Seconde Guerre mondiale, entre le 31 octobre 1941 et le 1er octobre 1945, classée par type et par nom.

## Liste par type de navire

### Cuirassés

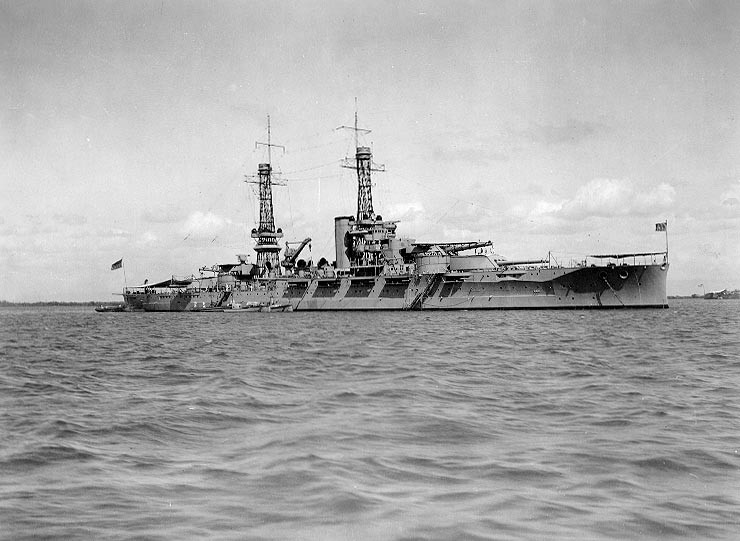
L' coulé à Pearl Harbor.

| Nom      | Localisation                        | Date            | Cause |
| -------- | ----------------------------------- | --------------- | --- |
| Arizona  | 21° 21′ N, 157° 57′ O, Pearl Harbor | 7 décembre 1941 | Coulé par des bombes de l'aviation embarquée. |
| Oklahoma | Pearl Harbor                        | 7 décembre 1941 | Coulé par des torpilles de l'aviation embarquée, renfloué en 1943 et coulé à nouveau le 17 mai 1947 dans une tempête alors qu'il était remorqué vers San Francisco pour démolition. |

### Porte-avions

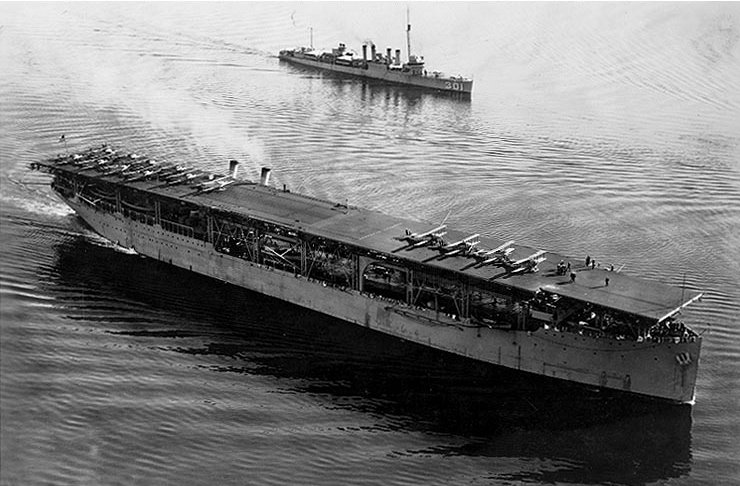
L'USS Langley (CV-1) coulé lors de la première bataille de la mer de Java.

| Nom                | Localisation                                                                                       | Date              | Cause |
| ------------------ | -------------------------------------------------------------------------------------------------- | ----------------- | --- |
| Langley (CV-1)     | 8° 51′ S, 109° 02′ E, au large de Tjilatjap Harbor, Indonesie, première bataille de la mer de Java | 27 février 1942   | Sabordé en mer après avoir été fortement endommagé par des Aichi D3A, les bombardiers en piqué de la Marine impériale japonaise, afin de s'assurer qu'il ne tombe pas dans les mains ennemies. |
| Lexington (CV-2)   | 15° 12′ S, 155° 27′ E, bataille de la mer de Corail                                                | 8 mai 1942        | Coulé par des bombes de l'aviation embarquée et des torpilles. |
| Yorktown (CV-5)    | 30° 36′ N, 176° 34′ O, bataille de Midway                                                          | 7 juin 1942       | Criblé par les bombes et les torpilles de l'aviation embarquée et coulé après avoir été torpillé par le I-168.                                                                                 |
| Wasp (CV-7)        | 12° 25′ S, 164° 08′ E                                                                              | 15 septembre 1942 | Torpillé par le sous-marin japonais I-19. |
| Hornet (CV-8)      | 8° 38′ S, 166° 43′ E, bataille des îles Santa Cruz                                                 | 26 octobre 1942   | Coulé par des bombes de l'aviation embarquée et des torpilles. |
| Princeton (CVL-23) | 15° 21′ N, 123° 31′ E, bataille du golfe de Leyte                                                  | 24 octobre 1944   | Coulé par des bombes de l'aviation. |

### Porte-avions d'escorte

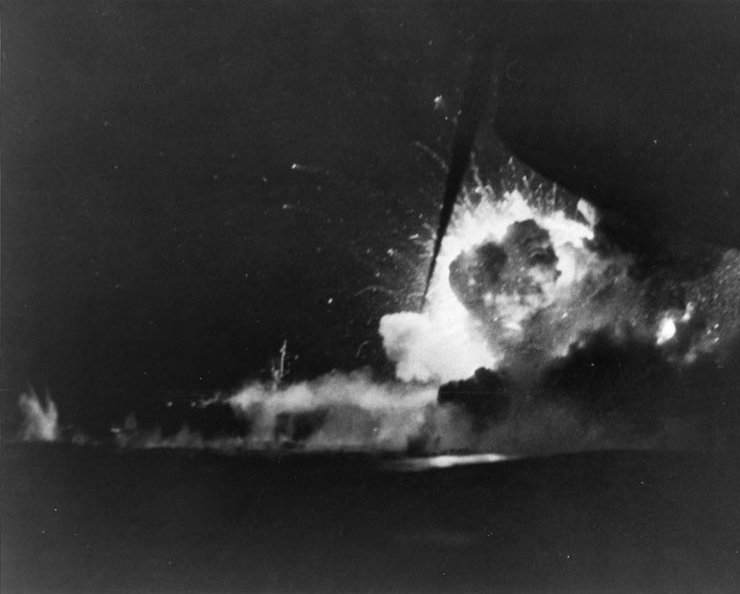
L'explosion de l'USS Bismarck Sea (CVE-95) au large d'Iwo Jima.

| Nom          | Localisation                                       | Date             | Cause                                      |
| ------------ | -------------------------------------------------- | ---------------- | ------------------------------------------ |
| Bismarck Sea | 24° 02′ 21″ N, 141° 18′ 49″ E, bataille d'Iwo Jima | 21 février 1945  | Coulé par des avions kamikazes.            |
| Block Island | 31° 13′ N, 23° 03′ O                               | 29 mai 1944      | Torpillé par le sous-marin allemand U-549. |
| Gambier Bay  | 11° 31′ N, 126° 12′ E, bataille de Samar           | 25 octobre 1944  | Coulé par des tirs de la marine japonaise. |
| Liscome Bay  | 2° 54′ N, 172° 30′ E                               | 24 novembre 1943 | Torpillé par le sous-marin japonais I-175. |
| Ommaney Bay  | 11° 25′ N, 121° 19′ E                              | 4 janvier 1945   | Coulé par des avions kamikazes.            |
| St. Lo       | 11° 13′ N, 126° 05′ E, bataille de Samar           | 25 octobre 1944  | Coulé par des avions kamikazes.            |

### Croiseurs lourds

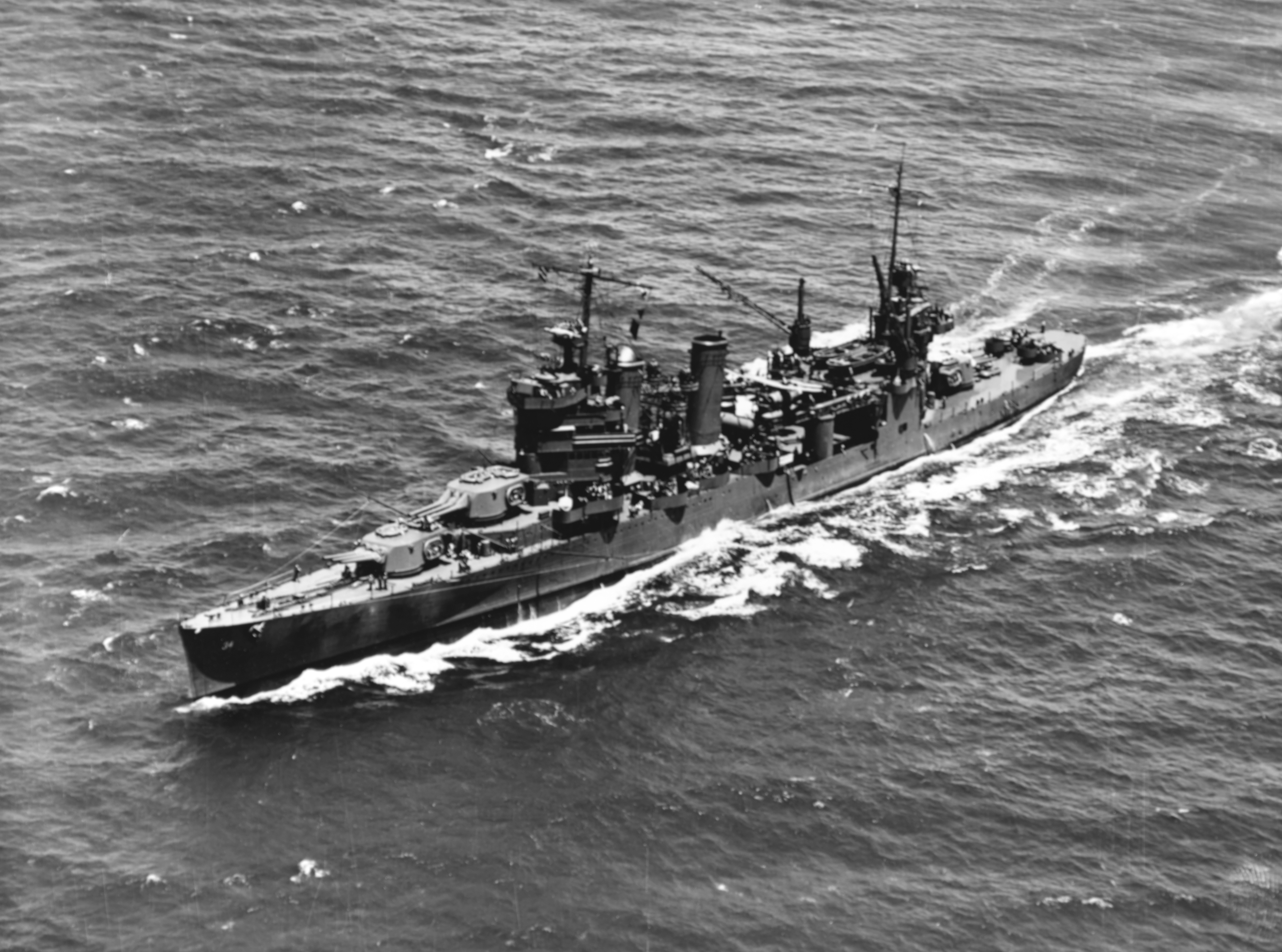
L'.

| Nom          | Localisation                                                  | Date             | Cause                                           |
| ------------ | ------------------------------------------------------------- | ---------------- | ----------------------------------------------- |
| Astoria      | Au large de l'île de Savo, Salomon, bataille de l'île de Savo | 9 août 1942      | Coulé par l'artillerie navale.                  |
| Chicago      | 11° 25′ S, 160° 56′ E, bataille de l'île de Rennell           | 30 janvier 1943  | Coulé par des torpilles aérienne.               |
| Houston      | 5° 50′ S, 105° 55′ E, bataille du détroit de la Sonde         | 1er mars 1942    | Coulé par l'artillerie navale et des torpilles. |
| Indianapolis | 12° 02′ N, 134° 48′ E                                         | 30 juillet 1945  | Torpillé par le sous-marin japonais I-58.       |
| Northampton  | 9° 12′ S, 159° 50′ E, bataille de Tassafaronga                | 30 novembre 1942 | Coulé par torpilles navales.                    |
| Quincy       | Au large de l'île de Savo, Salomon, bataille de l'île de Savo | 9 août 1942      | Coulé par l'artillerie navale et des torpilles. |
| Vincennes    | 9° 07′ 17″ S, 159° 52′ 48″ E, bataille de l'île de Savo       | 9 août 1942      | Coulé par l'artillerie et des torpilles navale. |

### Croiseurs légers
| Nom     | Localisation                                                         | Date             | Cause                                      |
| ------- | -------------------------------------------------------------------- | ---------------- | ------------------------------------------ |
| Atlanta | Au large de Lunga Point, Guadalcanal, bataille navale de Guadalcanal | 13 novembre 1942 | Coulé par l'artillerie navale.             |
| Helena  | 7° 46′ S, 157° 11′ E, bataille du golfe de Kula                      | 6 juillet 1943   | Coulé par l'artillerie navale (torpilles). |
| Juneau  | 10° 34′ S, 161° 04′ E, bataille de Guadalcanal                       | 13 novembre 1942 | Torpillé par le sous-marin japonais I-26.  |

### Destroyers
| Nom               | Localisation                                                       | Date              | Cause |
| ----------------- | ------------------------------------------------------------------ | ----------------- | --- |
| Aaron Ward        | 9° 10′ S, 160° 12′ E                                               | 7 avril 1943      | Coulé par les bombes aériennes |
| Abner Read        | 10° 47′ N, 125° 22′ E                                              | 1er novembre 1944 | Coulé par des avions Kamikaze |
| Barton            | Au large de Guadalcanal, Salomon, bataille navale de Guadalcanal   | 13 novembre 1942  | Torpillé par l'Amatsukaze |
| Beatty            | 37° 10′ N, 6° 00′ E                                                | 6 novembre 1943   | Coulé par une torpille aérienne allemande |
| Benham            | Au large de l'île de Savo, Salomon, bataille navale de Guadalcanal | 15 novembre 1942  | Sabordé après avoir été sévèrement endommagé par une torpille japonaise.                                                                       |
| Blue              | 9° 17′ S, 160° 02′ E                                               | 22 août 1942      | Torpillé par le Kawakaze |
| Borie             | 50° 12′ N, 30° 48′ O                                               | 1er novembre 1943 | Coulé après collision avec l'U-405 qui a également coulé.                                                                                      |
| Bristol           | 37° 19′ N, 6° 19′ E                                                | 13 octobre 1943   | Torpillé par l'U-371 |
| Brownson          | 5° 20′ S, 148° 25′ E                                               | 26 décembre 1943  | Coulé par les bombes aériennes |
| Buck              | 40° 00′ N, 14° 30′ E                                               | 9 octobre 1943    | Torpillé par l'U-616 |
| Bush              | 27° 16′ N, 127° 48′ E                                              | 6 avril 1945      | Coulé par des avions Kamikaze |
| Callaghan         | 25° 43′ N, 126° 55′ E                                              | 29 juillet 1945   | Coulé par des avions Kamikaze |
| Chevalier         | 7° 30′ S, 156° 14′ E, bataille navale de Vella Lavella             | 6 octobre 1943    | Sabordé après avoir été sévèrement endommagé par une torpille japonaise                                                                        |
| Colhoun           | 27° 16′ N, 127° 48′ E                                              | 6 avril 1945      | Coulé par des avions Kamikaze |
| Cooper            | 10° 54′ N, 124° 36′ E                                              | 3 décembre 1944   | Torpillé par le destroyer japonais Take. |
| Corry             | 49° 31′ N, 1° 11′ O                                                | 6 juin 1944       | Coulé par batteries côtières allemandes |
| Cushing           | Au large de l'île de Savo, Salomon, bataille navale de Guadalcanal | 13 novembre 1942  | Coulé par l'artillerie navale |
| De Haven          | 9° 09′ S, 159° 52′ E                                               | 1er février 1943  | Coulé par des bombes aériennes |
| Drexler           | 27° 06′ N, 127° 38′ E                                              | 28 mai 1945       | Coulé par des avions Kamikaze |
| Duncan            | Au large de l'île de Savo, Salomon, bataille du cap Espérance      | 12 octobre 1942   | Coulé par l'artillerie navale |
| Edsall            | 13° 45′ S, 106° 45′ E                                              | 1er mars 1942     | Coulé par l'artillerie navale et des bombes de l'aviation embarquée sur porte-avions.                                                          |
| Emmons            | 26° 48′ N, 128° 04′ E                                              | 6 avril 1945      | Coulé par des avions Kamikaze |
| Glennon           | 50° 32′ N, 1° 12′ O                                                | 8 juin 1944       | Coulé par batteries côtières allemandes |
| Gwin              | 7° 41′ S, 157° 27′ E, bataille de Kolombangara                     | 13 juillet 1943   | Coulé par des torpilles japonaises |
| Halligan          | 26° 10′ N, 127° 30′ E                                              | 26 mars 1945      | Coulé par une mine navale |
| Hammann           | 30° 36′ N, 176° 34′ O                                              | 6 juin 1942       | Torpillé par le I-168 |
| Henley            | 7° 40′ S, 148° 06′ E                                               | 3 octobre 1943    | Coulé par des torpilles. |
| Hoel              | 11° 46′ S, 126° 33′ E, bataille de Samar                           | 25 octobre 1944   | Coulé par l'artillerie navale |
| Hovey             | 16° 20′ N, 120° 10′ E                                              | 6 janvier 1945    | Coulé par des torpilles aériennes |
| Hull              | 14° 57′ N, 127° 58′ E                                              | 18 décembre 1944  | Coulé dans un typhon |
| Ingraham          | 42° 34′ N, 60° 05′ O                                               | 22 août 1942      | Coulé après sa collision avec le tanker USS Chemung (AO-30)                                                                                    |
| Jacob Jones       | 38° 42′ N, 74° 39′ O                                               | 28 février 1942   | Torpillé par l'U-578 |
| Jarvis            | 9° 42′ S, 158° 59′ E                                               | 9 août 1942       | Coulé par une torpille aérienne. |
| Johnston          | 11° 46′ N, 126° 09′ E, bataille de Samar                           | 25 octobre 1944   | Coulé par l'artillerie navale |
| Laffey            | Au large de l'île de Savo, Salomon, Bataille navale de Guadalcanal | 13 novembre 1942  | Coulé par l'artillerie navale |
| Lansdale          | 37° 03′ N, 3° 51′ E                                                | 20 avril 1944     | Coulé par des torpilles aérienne |
| Leary             | 45° N, 22° O                                                       | 24 décembre 1943  | Torpillé par l'U-275 |
| Little            | 26° 24′ N, 126° 15′ E                                              | 3 mai 1945        | Coulé par des avions Kamikaze |
| Long              | 16° 12′ N, 120° 11′ E                                              | 6 janvier 1945    | Coulé par des avions Kamikaze |
| Longshaw          | 26° 11′ N, 127° 37′ E                                              | 18 mai 1945       | Coulé par les batteries côtières après son échouement.                                                                                         |
| Luce              | 26° 35′ N, 127° 10′ E                                              | 4 mai 1945        | Coulé par des avions Kamikaze |
| Maddox            | 36° 52′ N, 13° 56′ E                                               | 10 juillet 1943   | Coulé par les bombes aériennes |
| Mahan             | 10° 50′ N, 124° 30′ E                                              | 7 décembre 1944   | Coulé par des avions Kamikaze |
| Mannert L. Abele  | 27° 25′ N, 126° 59′ E                                              | 12 avril 1945     | Coulé par un Yokosuka MXY-7 Ohka. |
| Meredith          | 11° 53′ S, 163° 20′ E                                              | 15 octobre 1942   | Coulé par l'aviation embarquée du Zuikaku. |
| Meredith          | 49° 33′ N, 1° 06′ O                                                | 8 juin 1944       | Coulé par une mine navale |
| Monaghan          | 14° 57′ N, 127° 58′ E                                              | 18 décembre 1944  | Coulé dans un typhon |
| Monssen           | 9° 04′ S, 159° 54′ E, bataille navale de Guadalcanal               | 13 novembre 1942  | Coulé par l'artillerie navale |
| Morrison          | 27° 10′ N, 127° 58′ E                                              | 4 mai 1945        | Coulé par des avions Kamikaze |
| Noa               | 7° 01′ N, 134° 30′ E                                               | 12 septembre 1944 | Coulé après sa collision avec l'USS Fullam |
| O'Brien           | 13° 30′ S, 171° 18′ O                                              | 19 octobre 1942   | Torpillé par le I-19 |
| Parrott           | Boston, Massachusetts                                              | 2 mai 1944        | Irréparablement endommagé après avoir été éperonné par le SS John Morton, et plus tard remorqué à Norfolk en Virginie, pour être mis au rebut. |
| Peary             | 12° 28′ 30″ S, 130° 49′ 45″ E                                      | 19 février 1942   | Coulé par des bombes aériennes |
| Perkins           | Au large de la Nouvelle-Guinée                                     | 29 novembre 1943  | Coulé après avoir été éperonné par le MV Duntroon (en).                                                                                        |
| Perry             | Au large d'Angaur, Palaos                                          | 13 septembre 1944 | Coulé par des mines navales. |
| Pillsbury         | 14° 30′ S, 106° 30′ E                                              | 1er mars 1942     | Coulé par les croiseurs japonais Takao et Atago                                                                                                |
| Pope              | 4° 00′ S, 111° 30′ E                                               | 1er mars 1942     | Coulé par des bombes aériennes |
| Porter            | 8° 32′ S, 167° 17′ E                                               | 26 octobre 1942   | Destin incertain : torpillé par le I-12 ou frappé par une torpille errante en provenance d'un Grumman TBF Avenger américain.                   |
| Preston           | Au large de l'île de Savo, Salomon, bataille navale de Guadalcanal | 15 novembre 1942  | Coulé par l'artillerie du Nagara. |
| Pringle           | 27° 25′ N, 126° 59′ E                                              | 16 avril 1945     | Coulé par des avions Kamikaze |
| Reid              | 9° 50′ N, 124° 55′ E                                               | 11 décembre 1944  | Coulé par des avions Kamikaze |
| Reuben James      | 51° 59′ N, 27° 05′ O                                               | 31 octobre 1941   | Torpillé par un sous-marin allemand U-552 |
| Rowan             | 40° 07′ N, 14° 18′ E                                               | 11 septembre 1943 | Torpillé par un E-boat allemand. |
| Sims              | Mer de Corail                                                      | 7 mai 1942        | Coulé par des bombes de l'aviation embarquée                                                                                                   |
| Spence            | 14° 57′ N, 127° 58′ E                                              | 18 décembre 1944  | Coulé dans un typhon |
| Stewart           | Au large de Surabaya, Java                                         | 19 février 1942   | Sabordé mais récupéré par les Japonais comme bateau de patrouille n ° 102 (coulé en 1946 comme navire cible)                                   |
| Strong            | Golfe de Kula, Solomon                                             | 5 juillet 1943    | Coulé par une torpille aérienne et des batteries côtières.                                                                                     |
| Sturtevant        | Au large de Key West, Floride                                      | 26 avril 1942     | Coulé dans un champ de mines américain |
| Truxtun           | Baie de Plaisance, Terre-Neuve                                     | 18 février 1942   | Coulé après un échouement. |
| Tucker            | Au large d'Espiritu Santo, Condominium des Nouvelles-Hébrides      | 4 août 1942       | Coulé par une mine navale |
| Turner            | Au large du phare d'Ambrose, New York                              | 3 janvier 1944    | Coulé par une explosion interne. |
| Twiggs            | 26° 08′ N, 127° 35′ E                                              | 16 juin 1945      | Coulé par des torpilles et des avions kamikazes.                                                                                               |
| Walke             | Au large de l'île de Savo, Salomon, bataille navale de Guadalcanal | 15 novembre 1942  | Coulé par l'artillerie navale |
| Warrington        | 27° N, 73° O                                                       | 13 septembre 1944 | Coulé dans un ouragan |
| Ward              | 10° 51′ N, 124° 32′ E                                              | 7 décembre 1944   | Coulé par des avions Kamikaze |
| William D. Porter | 27° 06′ N, 127° 38′ E                                              | 10 juin 1945      | Coulé par des avions Kamikaze |
| Worden            | Amchitka, Îles Aléoutiennes                                        | 12 janvier 1943   | Coulé après un échouement. |

### Destroyer d'escorte
| Nom                | Localisation                               | Date              | Cause                                                          |
| ------------------ | ------------------------------------------ | ----------------- | -------------------------------------------------------------- |
| Bates              | 26° 41′ N, 127° 47′ E                      | 25 mai 1945       | Coulé par des avions Kamikazes.                                |
| Eversole           | 10° 10′ N, 127° 28′ E                      | 28 octobre 1944   | Présumé torpillé par le I-45.                                  |
| Fechteler          | 36° 07′ N, 2° 40′ O                        | 5 mai 1944        | Torpillé par le sous-marin allemand U-967.                     |
| Fiske              | 47° 11′ N, 33° 29′ O                       | 2 août 1944       | Torpillé par le sous-marin allemand U-804.                     |
| Frederick C. Davis | 43° 52′ N, 40° 15′ O                       | 24 avril 1945     | Torpillé par le sous-marin allemand U-546.                     |
| Holder             | Mer Méditerranée                           | 11 avril 1944     | Irréparablement endommagé par une torpille aérienne allemande. |
| Leopold            | 58° 44′ N, 25° 50′ O                       | 9 mars 1944       | Torpillé par le sous-marin allemand U-255.                     |
| Oberrender         | Au large d'Okinawa, Ryukyus                | 9 mai 1945        | Irréparablement endommagés par des avions Kamikazes.           |
| Rich               | 49° 31′ N, 1° 10′ O Utah Beach             | 8 juin 1944       | Coulé par des mines allemandes.                                |
| Roche              | Au large d'Eniwetok                        | 22 septembre 1945 | Irréparablement endommagés par une mine navale.                |
| Samuel B. Roberts  | Au large de l'île Samar, Bataille de Samar | 25 octobre 1944   | Coulé par l'artillerie navale.                                 |
| Shelton            | 2° 32′ N, 129° 13′ E                       | 3 octobre 1944    | Torpillé par le sous-marin japonais RO-41 de classe Kaichū.    |
| Underhill          | 19° 20′ N, 126° 42′ E                      | 24 juillet 1945   | Coulé par un sous-marin suicide kaiten.                        |

### Sous-marins
| Nom       | Localisation                               | Date                                          | Cause |
| --------- | ------------------------------------------ | --------------------------------------------- | --- |
| Albacore  | Dans les eaux japonaises                   | 7 novembre 1944                               | Présumé coulé par une mine navale au nord-est d'Hokkaidō.                                                                                     |
| Amberjack | Au large de la Nouvelle-Bretagne           | 16 février 1943                               | Coulé par le torpilleur japonais Hiyodori et le chasseur de sous-marin No. 18.                                                                |
| Argonaut  | Au large de la Nouvelle-Bretagne           | 10 janvier 1943                               | Coulé par les destroyers japonais Isokaze et Maikaze.                                                                                         |
| Barbel    | Au large de Bornéo                         | 4 février 1945                                | Coulé par l'aviation japonaise. |
| Bonefish  | Mer du Japon                               | 19 juin 1945                                  | Coulé par une charge de profondeur lancée par les navires Kaibokan de classe Ukuru CD-63, CD-75, CD-158, et CD-207.                           |
| Bullhead  | Mer de Java                                | 6 août 1945                                   | Coulé par l'aviation japonaise ; dernier sous-marin perdu lors de la guerre.                                                                  |
| Capelin   | Mer de Célèbes                             | 2 décembre 1943 (après le)                    | Destin inconnu: possiblement coulé par une mine navale ou par le Wakataka (en).                                                               |
| Cisco     | Au large de Mindanao                       | 28 septembre 1943                             | Coulé par l'aviation japonaise et la canonnière Karatsu (ex-USS Luzon).                                                                       |
| Corvina   | Au large de l'Îles Truk                    | 16 novembre 1943                              | Torpillé par le I-176. |
| Darter    | Palawan Passage, Philippines               | 24 octobre 1944                               | Accidentellement échoué et sabordé après avoir coulé le croiseur japonais Atago et chassé le croiseur japonais Takao.                         |
| Dorado    | A proximité de la zone du canal de Panama  | 15 octobre 1943                               | Coulé par une attaque aérienne alliée (PBM Mariner du 210e escadron de patrouille) ou éventuellement par des mines du U-214.                  |
| Escolar   | Mer Jaune                                  | 17 octobre 1944                               | Probablement coulé par une mine navale. |
| Flier     | Détroit de Balabac, Philippines            | 12 août 1944                                  | Coulé par une mine navale. |
| Golet     | Dans les eaux japonaises                   | 14 juin 1944                                  | Coulé par le patrouilleur Miya Maru et le navire auxiliaire Bunzan Maru .                                                                     |
| Grampus   | Au large de la Nouvelle-Bretagne           | 5 mars 1943                                   | Coulé par des charges de profondeur lancé depuis les destroyers Minegumo, Murasame ou par le 958e Kōkūtai.                                    |
| Grayback  | Îles Ryūkyū                                | 27 février 1944                               | Coulé par l'aviation japonaise à 93 km au sud d'Okinawa.Epave retrouvée en 2019 à 435m de profondeur.                                         |
| Grayling  | Golfe de Lingayen, Philippines             | 9 septembre 1943 (entre le 9 et 12 septembre) | Destin inconnu : éventuellement éperonné par le transport Hokuan Maru.                                                                        |
| Grenadier | Détroit de Malacca                         | 21 avril 1943                                 | Sabordé après une attaque de l'aviation japonaise.                                                                                            |
| Growler   | Dans les eaux Philippines                  | 8 novembre 1944                               | Coulé par le destroyer Shigure et le kaibokan Chiburi CD-19.                                                                                  |
| Grunion   | A 10 miles au nord de Kiska                | 31 juillet 1942                               | Destin inconnu peut-être éperonné par le Kano Maru.                                                                                           |
| Gudgeon   | Îles Maug ou Iwo Jima                      | 18 avril 1944                                 | Destin inconnu peut-être coulé par l'aviation japonaise.                                                                                      |
| Harder    | Dasol, Philippines                         | 24 août 1944                                  | Coulé par une charge de profondeur du kaibokan CD-22.                                                                                         |
| Herring   | Îles Kouriles                              | 1er juin 1944                                 | Coulé par des batteries de défense côtière japonaises.                                                                                        |
| Kete      | Îles Ryūkyū                                | 20 mars 1945                                  | Destin inconnu : soit perdu par un sous-marin japonais ou des mines.                                                                          |
| Lagarto   | Golfe de Thaïlande                         | 3 mai 1945                                    | Coulé par le Hatsutaka (en). |
| Perch     | Mer de Java                                | 3 mars 1942                                   | Sabordé après avoir été endommagé par le Ushio.                                                                                               |
| Pickerel  | Au large du nord de Honshu                 | 7 avril 1943 (après le)                       | Cause inconnue : éventuellement coulé par un mouilleur de mines de classe Sokuten et le navire auxiliaire Bunzan Maru .                       |
| Pompano   | Au large du nord de Honshu                 | 25 septembre 1943 (après le)                  | Cause inconnue : éventuellement coulé par une mine navale.                                                                                    |
| R-12      | Au large de Key West                       | 12 juin 1943                                  | Coulé dans un accident lié à une inondations internes.                                                                                        |
| Robalo    | A l'ouest de Palawan                       | 26 juillet 1944                               | Probablement coulé par une mine navale. |
| Runner    | Au large d'Hokkaidō                        | 26 juin 1943 (après le)                       | Destin inconnu peut-être coulé par une mine.                                                                                                  |
| S-26      | Golfe de Panama                            | 24 janvier 1942                               | Accidentellement éperonné par le chasseur de sous-marin USS Sturdy (PC-460) ; sans doute pris pour un U-boot.                                 |
| S-27      | Amchitka, Alaska                           | 19 juin 1942                                  | Échouement. |
| S-28      | Au large d'Oahu, Hawaii                    | 4 juillet 1944                                | Apparemment, perdu en plongée lors d'un exercice ASW ; cause inconnue.                                                                        |
| S-36      | Détroit de Makassar                        | 20 janvier 1942                               | Échouement. |
| S-39      | Au large de Rossel                         | 14 août 1942                                  | Échouement. |
| S-44      | Îles Kouriles                              | 7 octobre 1943                                | Coulé par des tirs depuis le Ishigaki (en).                                                                                                   |
| Scamp     | Baie de Tokyo                              | 11 novembre 1944                              | Probablement coulé par le kaibokan CD-4 avec l'appui de l'aéronavale.                                                                         |
| Scorpion  | Mer de Chine orientale                     | 5 janvier 1944 (après le)                     | Destin inconnu : probablement coulé par une mine navale.                                                                                      |
| Sculpin   | Îles Gilbert                               | 19 novembre 1943                              | Sabordé après avoir été endommagé par le Yamagumo.                                                                                            |
| Sealion   | Cavite Navy Yard (en), Philippines         | 10 décembre 1941                              | Sabordé le 25 décembre 1941 après une attaque aérienne qui a entrainé des dommages irréparables le 10 décembre.                               |
| Seawolf   | Au large de Morotai                        | 4 octobre 1944                                | Probablement coulé par un tir ami du USS Richard M. Rowell (DE-403).                                                                          |
| Shark     | Mer des Moluques                           | 11 février 1942                               | Destin inconnu : probablement coulé par le Yamakaze.                                                                                          |
| Shark     | Détroit de Luçon                           | 24 octobre 1944                               | Coulé par des charges de profondeur lancées depuis le Harukaze.                                                                               |
| Snook     | Au large de Hainan                         | 14 avril 1945                                 | Coulé par les kaibokan Okinawa, CD-8, CD-32, et CD-52 avec l'appui de E13A1 Jake et Q1W1 Lorna du 951e Kōkūtai;selon les archives japonaises. |
| Swordfish | Îles Ryūkyū                                | 12 février 1945                               | Destin inconnu peut-être coulé par une mines ou par le kaibokan CD-4.                                                                         |
| Tang      | Détroit de Formose                         | 25 octobre 1944                               | Coulé, touché par sa propre torpille. |
| Trigger   | Îles Ryūkyū                                | 28 mars 1945                                  | Coulé par les kaibokan Mikura, CD-33, et CD-59; appuyés par l’aéronavale.                                                                     |
| Triton    | Îles de l'Amirauté                         | 15 mars 1943                                  | Destin inconnu : probablement coulé par le Satsuki ou le chasseur de sous-marin CH-24.                                                        |
| Trout     | Au large d'Okinawa (22° 40′ N, 131° 45′ E) | 29 février 1944                               | Très probablement coulé par des charges de profondeur lancées depuis l'Asashimo.                                                              |
| Tullibee  | Au large de Palaos                         | 26 mars 1944                                  | Coulé, touché par sa propre torpille. |
| Wahoo     | Détroit de La Pérouse                      | 11 octobre 1943                               | Probablement coulé par les chasseurs de sous-marin CH-15, CH-43 et 3 E13A1 Jake.                                                              |

### Mouilleurs de mines
| Nom         | Localisation                 | Date              | Cause                                                               |
| ----------- | ---------------------------- | ----------------- | ------------------------------------------------------------------- |
| Gamble      | Au large de Iwo Jima         | 18 février 1945   | Irrémédiablement endommagée par les bombes de l'aviation terrestre. |
| Miantonomah | Au large du Havre, France    | 25 septembre 1944 | Coulé par une mine navale                                           |
| Montgomery  | Ngulu Lagoon, Pacifique sud. | 17 octobre 1944   | Endommagé irrémédiablement par une mine navale.                     |

### Dragueurs de mines
| Nom      | Localisation                        | Date              | Cause                                                                            |
| -------- | ----------------------------------- | ----------------- | -------------------------------------------------------------------------------- |
| Bittern  | Cavite, Philippines                 | 10 décembre 1941  | Sabordé après avoir été endommagé dans un raid aérien japonais.                  |
| Bunting  | Baie de San Francisco               | 3 juin 1942       | Coulé après sa collision avec le patrouilleur PC-569                             |
| Crow     | Puget Sound                         | 23 août 1943      | Coulé accidentellement par des torpilles                                         |
| Finch    | Corregidor, Philippines             | 10 avril 1942     | Coulé en raison de dommages subis par une bombe japonaise                        |
| Hornbill | Baie de San Francisco               | 30 juin 1942      | Coulé après la collision avec une goélette de bois dans la Baie de San Francisco |
| Osprey   | 50° 12′ N, 1° 20′ O                 | 5 juin 1944       | Coué par une mine.                                                               |
| Palmer   | Golfe de Lingayen, Philippines      | 7 janvier 1945    | Coulé par les bombes japonaises.                                                 |
| Penguin  | Guam                                | 8 décembre 1941   | Coulé en raison de dommages subis par une bombe japonaise.                       |
| Perry    | Au large de Palau Island            | 13 septembre 1944 | Coulé par une explosion sous-marine à tribord.                                   |
| Portent  | 41° 23′ N, 12° 43′ E                | 22 janvier 1944   | Coulé par une mine.                                                              |
| Quail    | Corregidor, Philippines             | 5 mai 1942        | Sabordé après avoir été endommagé dans la bataille.                              |
| Redwing  | 37° 22′ N, 9° 55′ E                 | 28 juin 1943      | Probablement coulé par un U-Boat.                                                |
| Salute   | 5° 07′ N, 115° 04′ E                | 8 juin 1945       | Coulé par une mine.                                                              |
| Sentinel | Au large de Licata, Sicile          | 11 juillet 1943   | Coulé par les bombardiers allemands pendant l'invasion de la Sicile.             |
| Skill    | 40° 20′ N, 14° 35′ E                | 25 septembre 1943 | Coulé par une torpille allemande.                                                |
| Skylark  | 26° 20′ N, 127° 41′ E               | 28 mars 1945      | Coulé par une mine.                                                              |
| Swallow  | Au large de Okinawa, Ryukyu Islands | 22 avril 1945     | Coulé par un kamikaze japonais.                                                  |
| Swerve   | 41° 31′ N, 12° 28′ E                | 9 juillet 1944    | Coulé par une mine.                                                              |
| Tanager  | Corregidor, Philippines             | 4 mai 1942        | Coulé par une batterie côtière japonaise.                                        |
| Tide     | 49° 37′ N, 1° 05′ O                 | 7 juin 1944       | Coulé par une mine allemande au large de Utah Beach                              |
| Valor    | 41° 28′ N, 70° 57′ O                | 29 juin 1944      | Coulé après sa collision avec l'USS Richard W. Suesens dans la Baie de Buzzards. |
| Wasmuth  | îles Aléoutiennes                   | 29 décembre 1942  | Coulé accidentellement par ses propres charges de profondeur.                    |

### Chasseurs de sous-marin
| Nom     | Localisation                        | Date             | Cause                                           |
| ------- | ----------------------------------- | ---------------- | ----------------------------------------------- |
| PC-457  | Au large de Puerto Rico             | 14 août 1941     | Collision.                                      |
| PC-496  | 37° 23′ N, 9° 52′ O                 | 4 juin 1943      | Coulé par une torpille d'un sous-marin italien. |
| PC-558  | 38° 41′ N, 13° 43′ E                | 9 mai 1944       | Coulé par un U-boat allemand, U-230             |
| PC-1129 | Au large de Luzon,Philippines       | 31 janvier 1945  | Coulé par un bateau de suicide japonais.        |
| PC-1261 | Au large de la France               | 6 juin 1944      | Coulé par des batteries côtières allemandes     |
| PC-1603 | 26° 25′ N, 127° 56′ E               | 26 mai 1945      | Endommagé par un kamikaze et plus tard sabordé  |
| SC-521  | 11° 03′ S, 164° 50′ E               | 10 juillet 1945  | Abîmé en mer.                                   |
| SC-632  | Au large de Okinawa, Ryukyu Islands | 6 septembre 1945 | Abîmé en mer.                                   |
| SC-636  | Au large de Okinawa, Ryukyu Islands | 9 octobre 1945   | Coulé dans un typhon                            |
| SC-694  | Au large de Palerme, Sicile         | 23 août 1943     | Coulé par les bombardiers allemands.            |
| SC-696  | Au large de Palerme, Sicile         | 23 août 1943     |                                                 |
| SC-700  | Vella Lavella, Salomon              | 10 mars 1944     |                                                 |
| SC-709  | Île du Cap-Breton                   | 21 janvier 1943  |                                                 |
| SC-740  | 15° 32′ S, 147° 06′ E               | 17 juin 1943     |                                                 |
| SC-744  | Tacloban Bay, Philippines           | 27 novembre 1944 |                                                 |
| SC-751  | 21° 56′ S, 113° 53′ E               | 22 juin 1943     |                                                 |
| SC-984  | Condominium des Nouvelles-Hébrides  | 9 avril 1944     |                                                 |
| SC-1019 | 22° 28′ N, 84° 30′ O                | 22 avril 1945    |                                                 |
| SC-1024 | 35° 12′ N, 74° 57′ O                | 2 mars 1943      |                                                 |
| SC-1059 | Bahamas                             | 11 décembre 1944 |                                                 |
| SC-1067 | Attu                                | 19 novembre 1943 |                                                 |

### Navires de l'US Coast Guard
| Nom                             | Localisation                            | Date                        | Cause                                                             |
| ------------------------------- | --------------------------------------- | --------------------------- | ----------------------------------------------------------------- |
| CG-58012                        | 41° 53′ N, 70° 30′ O                    | 2 mai 1943                  | Feu                                                               |
| CG-83415                        | Au large de la France                   | 21 juin 1944                | Perdu dans une tempête.                                           |
| CG-83421                        | 26° 14′ N, 79° 05′ O                    | 30 juin 1943                | Collision avec le SC-1330                                         |
| CG-83471                        | Au large de la France                   | 21 juin 1944                | Perdu dans une tempête.                                           |
| Acacia                          | Mer des Caraïbes                        | 15 mars 1942                | Coulé par le U-161                                                |
| Alexander Hamilton              | Au large de l'Islande                   | 29 janvier 1942             | Torpillé par le U-132                                             |
| Bedloe                          | Au large de Cap Hatteras                | 14 septembre 1944           | Perdu dans une tempête                                            |
| Bodega                          | Golfe du Mexico                         | 20 décembre 1943            | Échoué pendant une tentative de secours                           |
| CG-85006 (ex-Catamount #229192) | Au large de Ambrose Light New York      | 27 mars 1943                | Explosion d'origine inconnue.                                     |
| Dow                             | Mer des Caraïbes                        | 14 octobre 1943             | Perdu dans une tempête, près de Puerto Rico                       |
| Escanaba                        | 60° 50′ N, 52° 00′ O                    | 13 juin 1943                | Explosion d'origine inconnue.                                     |
| Jackson                         | Au large des côtes de l'Atlantique Nord | 14 septembre 1944           | Perdu dans une tempête                                            |
| Natsek                          | Belle Island Strait                     | 17 décembre 1942 (après le) | Inconnu: Probablement chaviré à cause du givrage dans une tempête |
| Vineyard Sound(LIGHTSHIP 73)    | Vineyard Sound                          | 14 septembre 1944           | Perdu dans une tempête                                            |
| Wilcox                          | Au large de Cap Hatteras                | 30 septembre 1943           | Perdu dans une tempête                                            |

### Canonnières
| Nom         | Localisation                        | Date             | Cause |
| ----------- | ----------------------------------- | ---------------- | --- |
| Asheville   | Au sud de Java                      | 3 mars 1942      | Coulé par les destroyers japonais Arashi et Nowaki                                                                                            |
| Eagle 56    | Portland, Maine                     | 23 avril 1945    | Coulé par un sous-marin allemand. |
| Erie        | 12° 03′ N, 68° 58′ O                | 12 novembre 1942 | Endommagé par le U-163 en mers des Caraïbes ; plus tard capturé.                                                                              |
| Luzon       | Corregidor, Philippines             | 5 mai 1942       | Sabordé puis récupéré par la Marine japonaise. devenu Karatsu, il contribue à couler le Cisco. Coulé par l'USS Narwhal le 3 mars 1944.        |
| Mindanao    | Au large de Corregidor, Philippines | 2 mai 1942       | Endommagé par bombe aérienne puis sabordé. |
| Oahu        | Corregidor, Philippines             | 5 mai 1942       | Coulé par des tirs terrestres. |
| PGM-7       | Mer de Bismarck                     | 18 juillet 1944  | Coulé dans une collision accidentelle. |
| PGM-17      | Au large de Okinawa                 | 4 mai 1945       | Échoué puis coulé par des navires de guerre américains.                                                                                       |
| PGM-18      | 26° 13′ N, 127° 54′ E               | 8 avril 1945     | Coulé par une mine au large de Okinawa |
| Plymouth    | 36° 17′ N, 74° 29′ O                | 5 août 1943      | Torpillé par un sous-marin allemand au large des côtes de la Caroline du Nord.                                                                |
| St. aoûtine | 38° 00′ N, 74° 05′ O                | 6 janvier 1944   | Coulé après collision accidentelle avec le navire marchand Camas Meadows.                                                                     |
| Wake        | Shanghai, Chine                     | 8 décembre 1941  | Reddition aux forces japonaises et intégré à la Marine comme Tatara ; repris par les forces US; est entré en service chinois après la guerre. |

### Transports d'hydravions
| Nom      | Localisation          | Date            | Cause                                                 |
| -------- | --------------------- | --------------- | ----------------------------------------------------- |
| Gannet   | Au large de Bermuda   | 7 juin 1942     | Torpillé par l'U-653                                  |
| Langley  | Au sud de Java.       | 27 février 1942 | Coulé par les bombardiers terrestres.                 |
| Thornton | 24° 24′ N, 128° 58′ E | 5 avril 1945    | Echoué après sa collision avec Ashtabula et Escalante |

### Vedette-torpilleur
| Nom                | Localisation                                        | Date              | Cause                                                              |
| ------------------ | --------------------------------------------------- | ----------------- | ------------------------------------------------------------------ |
| Motor Torpedo Boat | Pacifique Nord                                      | 11 juin 1943      | Endommagé dans une tempête                                         |
| Motor Torpedo Boat | Dora Harbor, Alaska                                 | 12 janvier 1943   | Coulé dans une tempête                                             |
| Motor Torpedo Boat | Subic Bay, Philippines                              | 20 janvier 1942   | Sabordé pour éviter la capture.                                    |
| Motor Torpedo Boat | Mer de Sulu                                         | 13 mars 1942      | Sabordé pour éviter la capture.                                    |
| Motor Torpedo Boat | Au large de Pt. Santiago, Philippines               | 15 décembre 1941  | Sabordé pour éviter la capture.                                    |
| Motor Torpedo Boat | Au large de Cauit Island, Philippines               | 9 avril 1942      | Coulé par des avions japonais.                                     |
| Motor Torpedo Boat | Cebu, Philippines                                   | 12 avril 1942     | Sabordé pour éviter la capture.                                    |
| Motor Torpedo Boat | Au large de Guadalcanal, Salomon                    | 1er février 1943  | Coulé par le destroyer japonais Kawakaze                           |
| Motor Torpedo Boat | Lake Lanao, Mindanao, Philippines                   | 15 avril 1942     | Sabordé pour éviter la capture.                                    |
| Motor Torpedo Boat | Au large de Guadalcanal, Salomon                    | 10 janvier 1943   |                                                                    |
| Motor Torpedo Boat | Pacifique Sud                                       | 11 décembre 1942  |                                                                    |
| Motor Torpedo Boat | Au large de la Nouvelle-Irlande                     | 18 juin 1944      |                                                                    |
| Motor Torpedo Boat | Au large de Tufi, Nouvelle Guinée                   | 17 mars 1943      |                                                                    |
| Motor Torpedo Boat | Nouvelle Guinée                                     | 1er octobre 1943  |                                                                    |
| Motor Torpedo Boat | Philippines                                         | 15 janvier 1945   |                                                                    |
| Motor Torpedo Boat | Au large de Talin Pt., Luzon, Philippines           | 1er février 1945  |                                                                    |
| Motor Torpedo Boat | Au large de Talin Pt., Luzon, Philippines           | 1er février 1945  |                                                                    |
| Motor Torpedo Boat | Hamburg Bay, Emirau                                 | 18 juin 1944      | Incendie accidentel                                                |
| Motor Torpedo Boat | Détroit de Blackett, Salomon                        | 2 août 1943       | Coulé après sa collision avec le destroyer Amagiri                 |
| Motor Torpedo Boat | Au large de la Nouvelle Guinée                      | 26 janvier 1944   |                                                                    |
| Motor Torpedo Boat | Au large de Guadalcanal, Salomon                    | 1er février 1943  |                                                                    |
| Motor Torpedo Boat | Au large de Guadalcanal, Salomon                    | 10 janvier 1943   |                                                                    |
| Motor Torpedo Boat | Au large de Buna, Nouvelle Guinée                   | 8 août 1943       |                                                                    |
| Motor Torpedo Boat | rendova Harbor, Salomon                             | 1er août 1943     |                                                                    |
| Motor Torpedo Boat | Vella Lavella, Salomon                              | 7 septembre 1943  |                                                                    |
| Motor Torpedo Boat | Au large de Tufi, Nouvelle Guinée                   | 17 mars 1943      |                                                                    |
| Motor Torpedo Boat | 5° S, 151° E                                        | 27 mars 1944      | Coulé par un tir ami de l'aviation allié.                          |
| Motor Torpedo Boat | Au large de Guadalcanal, Salomon                    | 1er février 1943  |                                                                    |
| Motor Torpedo Boat | Au large de la Nouvelle Guinée                      | 15 juillet 1944   |                                                                    |
| Motor Torpedo Boat | 5° 29′ S, 152° 09′ E                                | 12 avril 1944     |                                                                    |
| Motor Torpedo Boat | Détroit de Vitiaz, Nouvelle Guinée                  | 17 septembre 1943 |                                                                    |
| Motor Torpedo Boat | Nouvelle Guinée                                     | 4 janvier 1944    |                                                                    |
| Motor Torpedo Boat | Nouvelle Guinée                                     | 19 novembre 1943  |                                                                    |
| Motor Torpedo Boat | Salomon                                             | 4 juillet 1943    |                                                                    |
| Motor Torpedo Boat | Au large de Munda Pt., Salomon                      | 5 juillet 1943    |                                                                    |
| Motor Torpedo Boat | Rendova Harbor, Salomon                             | 1er août 1943     |                                                                    |
| Motor Torpedo Boat | 23° 45′ S, 166° 30′ E                               | 23 mai 1943       |                                                                    |
| Motor Torpedo Boat | Salomon                                             | 20 juillet 1943   |                                                                    |
| Motor Torpedo Boat | Au large de Vella Lavella, Salomon                  | 7 septembre 1943  |                                                                    |
| Motor Torpedo Boat | 23° 45′ S, 166° 30′ E                               | 23 mai 1943       |                                                                    |
| Motor Torpedo Boat | 0° 55′ S, 134° 52′ E                                | 25 juin 1944      |                                                                    |
| Motor Torpedo Boat | 41° N, 71° O                                        | 22 février 1944   |                                                                    |
| Motor Torpedo Boat | 43° 23′ N, 6° 43′ E                                 | 16 août 1944      |                                                                    |
| Motor Torpedo Boat | 43° 23′ N, 6° 43′ E                                 | 16 août 1944      |                                                                    |
| Motor Torpedo Boat | Au large de Attu, Aléoutiannes                      | septembre 1943    |                                                                    |
| Motor Torpedo Boat | Salomon                                             | 14 décembre 1943  |                                                                    |
| Motor Torpedo Boat | 6° 38′ S, 156° 01′ E                                | 5 mai 1944        |                                                                    |
| Motor Torpedo Boat | Au large de Bougainville, Salomon                   | 26 février 1944   |                                                                    |
| Motor Torpedo Boat | Au large de Bougainville, Salomon                   | 11 février 1944   |                                                                    |
| Motor Torpedo Boat | Au large de Bougainville, Salomon                   | 17 mars 1944      |                                                                    |
| Motor Torpedo Boat | Au large de Mindoro, Philippines                    | 18 décembre 1944  |                                                                    |
| Motor Torpedo Boat | Au large de la Nouvelle Guinée                      | 7 novembre 1944   |                                                                    |
| Motor Torpedo Boat | 43° N, 9° E                                         | 18 novembre 1944  |                                                                    |
| Motor Torpedo Boat | Au large de Leyte, Philippines                      | 5 novembre 1944   |                                                                    |
| Motor Torpedo Boat | San Isidoro Bay, Philippines                        | 11 novembre 1944  |                                                                    |
| Motor Torpedo Boat | Au large de la Nouvelle Guinée                      | 23 novembre 1944  |                                                                    |
| Motor Torpedo Boat | 10° 33′ N, 125° 14′ E                               | 10 décembre 1944  |                                                                    |
| Motor Torpedo Boat | Hansa Bay, Nouvelle Guinée                          | 7 mars 1944       | Coulé par des batteries côtières japonaises.                       |
| Motor Torpedo Boat | 12° 06′ N, 121° 23′ E                               | 28 janvier 1945   |                                                                    |
| Motor Torpedo Boat | Au large de Biak, Nouvelle Guinée                   | 27 mai 1944       |                                                                    |
| Motor Torpedo Boat | Au large de la Nouvelle-Bretagne                    | 29 avril 1944     |                                                                    |
| Motor Torpedo Boat | Au large de la Nouvelle-Bretagne                    | 29 avril 1944     |                                                                    |
| Motor Torpedo Boat | 5° S, 151° E                                        | 27 mars 1944      |                                                                    |
| Motor Torpedo Boat | Kaoe Bay, Halmahera, Indes orientales néerlandaises | 25 novembre 1944  |                                                                    |
| Motor Torpedo Boat | Au large de Halmahera.                              | 11 octobre 1944   |                                                                    |
| Motor Torpedo Boat | 2° 05′ N, 127° 51′ E                                | 19 septembre 1944 |                                                                    |
| Motor Torpedo Boat | Détroit de Surigao, Philippines                     | 25 octobre 1944   |                                                                    |
| Motor Torpedo Boat | 49° 11′ N, 2° 15′ O                                 | 9 août 1944       | Coulé par des tirs et l'éperonnage d'un dragueur de mines allemand |
| Motor Torpedo Boat | Au large de Cape Couronne, Méditerranée             | 23 août 1944      |                                                                    |

### Landing Ship Tank
| Nom     | Localisation                       | Date              | Cause           |
| ------- | ---------------------------------- | ----------------- | --------------- |
| LST-6   | Sur la Seine, France               | 18 novembre 1944  |                 |
| LST-43  | Pearl Harbor                       | 21 mai 1944       |                 |
| LST-69  | Pearl Harbor                       | 21 mai 1944       |                 |
| LST-158 | Au large de Licata, Sicily         | 11 juillet 1943   |                 |
| LST-167 | Vella Lavella                      | 25 septembre 1943 |                 |
| LST-179 | Pearl Harbor                       | 21 mai 1944       |                 |
| LST-203 | Nanumea, Îles Ellice               | 1er octobre 1943  |                 |
| LST-228 | Açores                             | 20 janvier 1944   |                 |
| LST-282 | Au large du sud de la France       | 15 août 1944      |                 |
| LST-313 | Gela, Sicile                       | 10 juillet 1943   |                 |
| LST-314 | 49° 43′ N, 0° 52′ O                | 9 juin 1944       |                 |
| LST-318 | Au large de Caronia, Sicile        | 9 août 1943       |                 |
| LST-333 | 36° 59′ N, 4° 01′ E                | 22 juin 1943      |                 |
| LST-342 | 9° 03′ S, 158° 11′ E               | 18 juillet 1943   |                 |
| LST-348 | 40° 57′ N, 13° 14′ E               | 20 février 1944   |                 |
| LST-349 | Au large de Ponza, Italie          | 26 février 1944   |                 |
| LST-353 | Pearl Harbor                       | 21 mai 1944       |                 |
| LST-359 | 42° N, 19° O                       | 20 décembre 1944  |                 |
| LST-376 | Au large du nord de la France      | 9 juin 1944       |                 |
| LST-396 | 8° 18′ S, 156° 55′ E               | 18 août 1943      |                 |
| LST-447 | 26° 09′ N, 127° 18′ E              | 6 avril 1945      |                 |
| LST-448 | Au large de Vella Lavella, Salomon | 1er octobre 1943  |                 |
| LST-460 | 11° 10′ N, 121° 11′ E              | 21 décembre 1944  |                 |
| LST-472 | Au large de Mindoro, Philippines   | 21 décembre 1944  |                 |
| LST-480 | Pearl Harbor                       | 21 mai 1944       |                 |
| LST-493 | 50° 20′ N, 4° 09′ O                | 12 avril 1945     |                 |
| LST-496 | Au large du nord de la France      | 11 juin 1944      |                 |
| LST-499 | Au large du nord de la France      | 8 juin 1944       |                 |
| LST-507 | 50° 29′ N, 2° 52′ O                | 28 avril 1944     | Opération Tigre |
| LST-523 | Au large du nord de la France      | 19 juin 1944      |                 |
| LST-531 | 50° 29′ N, 2° 52′ O                | 28 avril 1944     |                 |
| LST-563 | Île de Clipperton                  | 22 décembre 1944  |                 |
| LST-577 | 8° 01′ N, 130° 22′ E               | 11 février 1945   |                 |
| LST-675 | Au large de Okinawa                | 4 avril 1945      |                 |
| LST-738 | Au large de Mindoro, Philippines   | 15 décembre 1944  |                 |
| LST-749 | 11° 10′ N, 121° 11′ E              | 21 décembre 1944  |                 |
| LST-750 | Au large de Negros, Philippines    | 28 décembre 1944  |                 |
| LST-808 | Au large de Ie-jima                | 20 mai 1945       |                 |
| LST-906 | Leghorn, Italie                    | 18 octobre 1944   |                 |
| LST-921 | Manche                             | 14 août 1944      |                 |

### Landing Ship Medium
| Nom        | Localisation             | Date                  | Cause |
| ---------- | ------------------------ | --------------------- | ----- |
| LSM-12     | Au large de Okinawa      | 4 avril 1945          |       |
| LSM-20     | 10° 12′ N, 125° 19′ E    | 5 décembre 1944       |       |
| LSM-59     | Au large de Okinawa      | 21 juin 1945          |       |
| LSM-135    | Au large de Okinawa      | 25 mai 1945           |       |
| LSM-149    | Au large des Philippines | 5 ou 14 décembre 1944 |       |
| LSM(R)-190 | 26° 35′ N, 127° 10′ E    | 4 mai 1945            |       |
| LSM-194    | Au large de Okinawa      | 4 mai 1945            |       |
| LSM-195    | Au large de Okinawa      | 3 mai 1945            |       |
| LSM-318    | 10° 56′ N, 124° 38′ E    | 7 décembre 1944       |       |

### Landing Craft Tank
| Nom      | Localisation                     | Date              | Cause |
| -------- | -------------------------------- | ----------------- | ----- |
| LCT-19   | Au large de Salerno, Italie      | 15 septembre 1943 |       |
| LCT-21   | Au large de Oran                 | 1er janvier 1943  |       |
| LCT-23   | Alger                            | 3 mai 1943        |       |
| LCT-25   | Au large du nord de la France    | 6 juin 1944       |       |
| LCT-26   | 41° 04′ N, 13° 30′ E             | 25 février 1944   |       |
| LCT-27   | Au large du nord de la France    | 6 juin 1944       |       |
| LCT-28   | Méditerranée                     | 30 mai 1943       |       |
| LCT-30   | Normandie, Omaha beach Fox Green | 6 juin 1944       |       |
| LCT-35   | Au large de Anzio, Italie        | 15 février 1944   |       |
| LCT-36   | Au large de Naples, Italie       | 26 février 1944   |       |
| LCT-66   | Pearl Harbor                     | 12 avril 1945     |       |
| LCT-71   | 53° 38′ N, 146° 05′ O            | 11 septembre 1943 |       |
| LCT-147  | Au large du nord de la France    | juin 1944         |       |
| LCT-154  | 37° 08′ N, 10° 58′ E             | 31 août 1943      |       |
| LCT-175  | 4° 27′ N, 133° 40′ E             | 21 février 1945   |       |
| LCT-182  | Salomon                          | 7 août 1944       |       |
| LCT-185  | Au large de Bizerte, Tunisia     | 24 janvier 1944   |       |
| LCT-196  | Au large de Salerne, Italie      | 27 septembre 1943 |       |
| LCT-197  | Au large de nord de la France    | 6 juin 1944       |       |
| LCT-200  | Au large de nord de la France    | juin 1944         |       |
| LCT-208  | Au large de Algeria              | 20 juin 1943      |       |
| LCT-209  | Au large du nord de la France    | 10 juin 1944      |       |
| LCT-215  | Au large de Salerne, Italie      | 1943              |       |
| LCT-220  | Anzio, Italie                    | 13 février 1944   |       |
| LCT-241  | Au large de Salerne, Italie      | 15 septembre 1943 |       |
| LCT-242  | Au large de Naples, Italie       | 2 décembre 1943   |       |
| LCT-244  | Au large du nord de la France    | 8 juin 1944       |       |
| LCT-253  | On Passage To Tarawa             | 21 janvier 1945   |       |
| LCT-293  | Manche                           | 11 octobre 1944   |       |
| LCT-294  | Au large du nord de la France    | 6 juin 1944       |       |
| LCT-305  | Au large du nord de la France    | 6 juin 1944       |       |
| LCT-311  | Au large de Bizerte, Tunisie     | 9 août 1943       |       |
| LCT-315  | Eniwetok                         | 23 mars 1944      |       |
| LCT-319  | Kiska                            | 27 août 1943      |       |
| LCT-332  | Au large du nord de la France    | 6 juin 1944       |       |
| LCT-340  | 36° 49′ N, 11° 55′ E             | 9 février 1944    |       |
| LCT-342  | Au large de Salerne, Italie      | 29 septembre 1943 |       |
| LCT-352  | Pearl Harbor                     | 12 avril 1945     |       |
| LCT-362  | Au large du nord de la France    | 6 juin 1944       |       |
| LCT-364  | Au large du nord de la France    | 6 juin 1944       |       |
| LCT-366  | 53° 01′ N, 152° 00′ O            | 9 septembre 1943  |       |
| LCT-413  | Au large du nord de la France    | juin 1944         |       |
| LCT-458  | Au large du nord de la France    | 7 juin 1944       |       |
| LCT-459  | Au large de l'ouest de la France | 19 septembre 1944 |       |
| LCT-486  | Au large de nord de la France    | 7 juin 1944       |       |
| LCT-496  | Manche                           | 2 octobre 1943    |       |
| LCT-548  | Portsmouth                       | octobre 1944      |       |
| LCT-555  | Au large du nord de la France    | 6 juin 1944       |       |
| LCT-572  | Au large du nord de la France    | juin 1944         |       |
| LCT-579  | Au large de Palaos               | 4 octobre 1944    |       |
| LCT-582  | Açores                           | 22 janvier 1944   |       |
| LCT-593  | Au large du nord de la France    | 6 juin 1944       |       |
| LCT-597  | Au large du nord de la France    | 6 juin 1944       |       |
| LCT-612  | Au large du nord de la France    | 6 juin 1944       |       |
| LCT-703  | Au large du nord de la France    | 6 juin 1944       |       |
| LCT-713  | Au large du nord de la France    | juin 1944         |       |
| LCT-714  | Au large du nord de la France    | juin 1944         |       |
| LCT-777  | Au large du nord de la France    | 6 juin 1944       |       |
| LCT-823  | Au large de Palaos               | 27 septembre 1944 |       |
| LCT-961  | Pearl Harbor                     | 21 mai 1944       |       |
| LCT-963  | Pearl Harbor                     | 21 mai 1944       |       |
| LCT-983  | Pearl Harbor                     | 21 mai 1944       |       |
| LCT-984  | 20° N, 157° O                    | 15 mai 1944       |       |
| LCT-988  | 20° N, 157° O                    | 15 mai 1944       |       |
| LCT-995  | Guam                             | 21 avril 1945     |       |
| LCT-1029 | Iwo Jima                         | 2 mars 1945       |       |
| LCT-1050 | Au large de Ier Shima, Ryukyu    | 27 juillet 1945   |       |
| LCT-1075 | Au large de Leyte, Philippines   | 10 décembre 1944  |       |
| LCT-1090 | Au large de Luzon, Philippines   | 26 mars 1945      |       |
| LCT-1151 | 1° 00′ N, 138° 36′ E             | 26 janvier 1945   |       |
| LCT-1358 | Au large de la Californie        | 4 mai 1945        |       |

### Landing Craft Infantry
| Nom         | Localisation                   | Date              | Cause |
| ----------- | ------------------------------ | ----------------- | ----- |
| LCI(L)-1    | Bizerte, Tunisie               | 17 août 1943      |       |
| LCI(L)-20   | Au large de Anzio, Italie      | 22 janvier 1944   |       |
| LCI(L)-32   | Au large de Anzio, Italie      | 26 janvier 1944   |       |
| LCI(G)-82   | Au large de Okinawa            | 4 avril 1945      |       |
| LCI(L)-85   | Au large du nord de la France  | 6 juin 1944       |       |
| LCI(L)-91   | Au large du nord de la France  | 6 juin 1944       |       |
| LCI(L)-92   | Au large du nord de la France  | 6 juin 1944       |       |
| LCI(L)-93   | Au large du nord de la France  | 6 juin 1944       |       |
| LCI(L)-219  | Au large du nord de la France  | 11 juin 1944      |       |
| LCI(L)-232  | Au large du nord de la France  | 6 juin 1944       |       |
| LCI(L)-339  | Au large de la Nouvelle Guinée | 4 septembre 1943  |       |
| LCI(G)-365  | Au large de Luzon, Philippines | 10 janvier 1945   |       |
| LCI(G)-459  | Au large de Palaos             | 19 septembre 1944 |       |
| LCI(G)-468  | 13° 28′ N, 148° 18′ E          | 17 juin 1944      |       |
| LCI(G)-474  | Au large de Iwo Jima           | 17 février 1945   |       |
| LCI(L)-497  | Au large du nord de la France  | 6 juin 1944       |       |
| LCI(L)-553  | Au large du nord de la France  | 6 juin 1944       |       |
| LCI(L)-600  | Ulithi, Carolines              | 12 janvier 1945   |       |
| LCI(L)-684  | Au large de Samar, Philippines | 12 novembre 1944  |       |
| LCI(L)-974  | 16° 06′ N, 120° 14′ E          | 10 janvier 1945   |       |
| LCI(L)-1065 | Au large de Leyte, Philippines | 24 octobre 1944   |       |

### Support landing craft
| Nom     | Localisation                               | Date            | Cause |
| ------- | ------------------------------------------ | --------------- | ----- |
| LCS-7   | Au large de Luzon, Philippines             | 16 février 1945 |       |
| LCS-15  | 27° 20′ N, 127° 10′ E                      | 22 avril 1945   |       |
| LCS-26  | Au large de Luzon, Philippines             | 16 février 1945 |       |
| LCS-33  | Au large de Okinawa                        | 12 avril 1945   |       |
| LCS-49  | Au large de Luzon, Philippines             | 16 février 1945 |       |
| LCS-127 | Au large de l'Île San Clemente, Californie | 5 mars 1945     |       |

### Remorqueurs
| Nom       | Localisation                    | Date              | Cause                                                                                              |
| --------- | ------------------------------- | ----------------- | -------------------------------------------------------------------------------------------------- |
| ATR-15    | 49° 20′ N, 0° 26′ O             | 19 juin 1944      | |
| ATR-98    | 44° 05′ N, 24° 08′ O            | 12 avril 1944     | |
| Genesee   | Corregidor, Philippines         | 5 mai 1942        | Capturé par le patrouilleur japonais n ° 107; coulé par des avions américains, le 5 novembre 1944. |
| Grebe     | Au sud des îles Fidji           | 5 décembre 1942   | |
| Keshena   | 34° 59,61′ N, 75° 45,718′ O     | 19 juillet 1942   | Coulé par un tir ami                                                                               |
| Napa      | Bataan, Philippines             | 8 avril 1942      | |
| Nauset    | 40° 38′ N, 14° 38′ E            | 9 septembre 1943  | |
| Navajo    | Au large des Nouvelles Hébrides | 11 septembre 1943 | Coulé par le I-39                                                                                  |
| Partridge | Au large du nord de la France   | 11 juin 1944      | |
| Seminole  | Au large de Tulagi, Salomon     | 25 octobre 1942   | |
| Sonoma    | Leyte, Philippines              | 24 octobre 1944   | |

### Pétroliers ravitailleurs
| Nom              | Localisation          | Date             | Cause                                                                    |
| ---------------- | --------------------- | ---------------- | ------------------------------------------------------------------------ |
| Kanawha          | 9° 10′ S, 160° 12′ E  | 7 avril 1943     | Coulé par des avions japonais au large de Tulagi, dans les îles Salomon. |
| Mississinewa     | 10° 06′ N, 139° 43′ E | 20 novembre 1944 | Coulé par une torpille japonaise Kaiten.                                 |
| Neches           | 21° 01′ N, 160° 06′ O | 23 janvier 1942  | Torpillé et coulé par l'I-72.                                            |
| Neosho           | Coral Sea             | 7 mai 1942       | Coulé durant la bataille de la mer de Corail.                            |
| Pecos            | 14° 30′ S, 106° 30′ E | 1er mars 1942    | Coulé par une attaque aérienne japonaise depuis le Soryu.                |
| Robert L. Barnes | Guam                  | décembre 1941    | Capturé dans le port.                                                    |
| Sheepscot        | Au large de Iwo Jima  | 6 juin 1945      | Naufrage et chavirage près d'Iwo Jima le 6 juin 1945.                    |

### Transports de troupes
| Nom                       | Localisation                             | Date              | Cause                                                           |
| ------------------------- | ---------------------------------------- | ----------------- | --------------------------------------------------------------- |
| APC-21                    | Au large de la Nouvelle-Bretagne         | 17 décembre 1943  |                                                                 |
| APC-35                    | Au large de la Nouvelle Georgie, Salomon | 22 septembre 1943 |                                                                 |
| Barry (APD-29)            | Au large de Okinawa                      | 25 mai 1945       |                                                                 |
| Bates (APD-47)            | Au large de Okinawa                      | 25 mai 1945       |                                                                 |
| Colhoun (APD-2)           | 9° 24′ S, 160° 01′ E                     | 30 août 1942      |                                                                 |
| Dickerson (APD-21)        | Au large de Okinawa                      | 2 avril 1945      |                                                                 |
| Edward Rutledge (AP-52)   | Au large du Maroc                        | 12 novembre 1942  | Coulé après avoir été torpillé par un sous-marin allemand U-130 |
| George F. Elliott (AP-13) | Au large de Guadalcanal, Salomon         | 8 août 1942       | Lost to enemy action, 8 août 1942                               |
| Gregory (APD-3)           | Au large de Guadalcanal, Salomon         | 5 septembre 1942  |                                                                 |
| Hugh L. Scott (AP-43)     | Au large du Maroc                        | 12 novembre 1942  | Coulé après avoir été torpillé par un sous-marin allemand U-130 |
| John Penn (APA-23)        | Au large de Guadalcanal, Salomon         | 13 août 1943      | Coulé après avoir été torpillé par un avion japonais.           |
| Joseph Hewes (AP-50)      | Au large du Maroc                        | 11 novembre 1942  | Coulé après avoir été torpillé par un sous-marin allemand U-173 |
| Leedstown (AP-73)         | Au large d'Alger                         | 9 novembre 1942   | Coulé après avoir été torpillé par un avion allemand.           |
| Little (APD-4)            | Salomon                                  | 5 septembre 1942  |                                                                 |
| McCawley (APA-4)          | 8° 25′ S, 157° 28′ E                     | 30 juin 1943      |                                                                 |
| McKean (APD-5)            | 6° 31′ S, 154° 52′ E                     | 17 novembre 1943  |                                                                 |
| Susan B. Anthony (AP-72)  | 49° 32′ N, 0° 48′ O                      | 7 juin 1944       | Coulé par une mine au large de la Normandie, France             |
| Tasker H. Bliss (AP-42)   | Au large du Maroc                        | 12 novembre 1942  | Coulé après avoir été torpillé par un sous-marin allemand U-130 |
| Thomas Stone (AP-59)      | 37° 31′ N, 0° 00′ E                      | 7 novembre 1942   | Torpillé par le German aircraft Au large de Cape Palos, Spain   |

### District patrol craft
| Nom    | Localisation                         | Date              | Cause                                |
| ------ | ------------------------------------ | ----------------- | ------------------------------------ |
| YP-16  | Guam                                 | décembre 1941     |                                      |
| YP-17  | Guam                                 | décembre 1941     |                                      |
| YP-26  | Zone du canal de Panama              | 19 novembre 1942  |                                      |
| YP-47  | Au large de Staten Island, New York  | 26 avril 1943     |                                      |
| YP-72  | Adak, Aléoutiennes                   | 22 février 1943   |                                      |
| YP-73  | Kodiak, Alaska                       | 15 janvier 1945   |                                      |
| YP-74  | 54° 23′ N, 164° 10′ O                | 6 septembre 1942  |                                      |
| YP-77  | Au large des côtes de l'Atlantique   | 28 avril 1942     |                                      |
| YP-88  | Amchitka, Aléoutiennes               | 28 octobre 1943   |                                      |
| YP-94  | 56° 32′ N, 154° 22′ O                | 18 février 1945   |                                      |
| YP-95  | Adak, Aléoutiennes                   | 1er mai 1944      |                                      |
| YP-97  | Philippines                          | mars 1942         |                                      |
| YP-128 | Au large de Monterey, Californie     | 30 juin 1942      |                                      |
| YP-183 | Côte occidentale d'Hawaii            | 12 janvier 1943   |                                      |
| YP-205 | 18° 30′ N, 65° 00′ O                 | 1er novembre 1942 |                                      |
| YP-235 | Golfe du Mexique                     | 1er avril 1943    |                                      |
| YP-270 | 25° 30′ N, 112° 06′ O                | 30 juin 1942      |                                      |
| YP-277 | À l'est d'Hawaii                     | 23 mai 1942       |                                      |
| YP-279 | Au large de Townsville, Australie    | 5 septembre 1943  | Naufrage                             |
| YP-281 | 16° 53′ S, 177° 18′ O                | 9 janvier 1944    |                                      |
| YP-284 | Au large de Guadalcanal, Salomon     | 25 octobre 1942   |                                      |
| YP-331 | 24° 56′ N, 81° 58′ O                 | 23 mars 1944      |                                      |
| YP-336 | Rivière Delaware                     | 23 février 1943   |                                      |
| YP-345 | Au sud est de Midway                 | 31 octobre 1942   |                                      |
| YP-346 | Pacifique Sud                        | 9 septembre 1942  |                                      |
| YP-383 | 8° 22′ N, 79° 29′ O                  | 24 novembre 1944  |                                      |
| YP-387 | 39° N, 75° O                         | 20 mai 1942       |                                      |
| YP-389 | Au large de Cap Hatteras             | 19 juin 1942      | Coulé par des tirs depuis un U-Boat. |
| YP-405 | Mers des CaraÏbes                    | 20 novembre 1942  |                                      |
| YP-422 | Au large de la Nouvelle Calédonie    | 23 avril 1943     | Grounded                             |
| YP-426 | 31° 59′ N, 80° 48′ O                 | 16 décembre 1943  |                                      |
| YP-438 | Port Everglades, Floride             | 20 mars 1943      |                                      |
| YP-453 | Bahamas                              | 15 avril 1943     |                                      |
| YP-481 | Charleston                           | 25 avril 1943     |                                      |
| YP-492 | Au large des côtes Est de la Floride | 8 janvier 1943    |                                      |
| YP-577 | Grands Lacs                          | 23 janvier 1943   |                                      |

### Miscellaneous district craft
| Nom        | Localisation                           | Date               | Cause |
| ---------- | -------------------------------------- | ------------------ | ----- |
| YA-52      | Philippines                            | 1942               |       |
| YA-59      | Philippines                            | 1942               |       |
| YA-65      | Philippines                            | 1942               |       |
| YAG-2      | Philippines                            | 1942               |       |
| YAG-3      | Philippines                            | 1942               |       |
| YAG-4      | Philippines                            | 1942               |       |
| YAG-17     | 36° 57′ N, 76° 13′ O                   | 14 septembre 1944  |       |
| YC-178     | Philippines                            | 1942               |       |
| YC-181     | Philippines                            | 1942               |       |
| YC-523     | Au large de Portsmouth, N. H.          | 24 février 1944    |       |
| YC-537     | Philippines                            | 1942               |       |
| YC-643     | Philippines                            | 1942               |       |
| YC-644     | Philippines                            | 1942               |       |
| YC-646     | Philippines                            | 1942               |       |
| YC-647     | Philippines                            | 1942               |       |
| YC-648     | Philippines                            | 1942               |       |
| YC-649     | Philippines                            | 1942               |       |
| YC-652     | Philippines                            | 1942               |       |
| YC-653     | Philippines                            | 1942               |       |
| YC-654     | Philippines                            | 1942               |       |
| YC-664     | Guam                                   | 1942               |       |
| YC-665     | Guam                                   | 1942               |       |
| YC-666     | Guam                                   | 1942               |       |
| YC-667     | Guam                                   | 1942               |       |
| YC-668     | Guam                                   | 1942               |       |
| YC-669     | Philippines                            | 1942               |       |
| YC-670     | Guam                                   | 1942               |       |
| YC-671     | Guam                                   | 1942               |       |
| YC-672     | Guam                                   | 1942               |       |
| YC-673     | Guam                                   | 1942               |       |
| YC-674     | Guam                                   | 1942               |       |
| YC-683     | Philippines                            | 1942               |       |
| YC-685     | Guam                                   | 1942               |       |
| YC-693     | Alaska                                 | février 1945       |       |
| YC-714     | Philippines                            | 1942               |       |
| YC-715     | Philippines                            | 1942               |       |
| YC-716     | Philippines                            | 1942               |       |
| YC-717     | Guam                                   | 1942               |       |
| YC-718     | Guam                                   | 1942               |       |
| YC-857     | Au large de Cape Cod, Mass.            | 12 novembre 1943   |       |
| YC-869     | Au large de Imperial Beach, Californie | 23 mars 1943       |       |
| YC-886     | Guantanamo                             | 3 février 1943     |       |
| YC-887     | Guantanamo                             | 3 février 1943     |       |
| YC-891     | Au large de Key West, Floride          | 18 avril 1943      |       |
| YC-898     | Au large de Key West, Floride          | 29 septembre 1942  |       |
| YC-899     | Au large de Key West, Floride          | 29 septembre 1942  |       |
| YC-912     | Pacifique Nord                         | 13 janvier 1945    |       |
| YC-961     | Biorka Island                          | mai 1945           |       |
| YC-970     | Puget Sound                            | 14 août 1943       |       |
| YC-1272    | San Pedro                              | juin 1945          |       |
| YC-1278    | Au large des côtes atlantiques         | 10 mars 1943       |       |
| YCF-23     | En route pour Eniwetok                 | mars 1945          |       |
| YCF-29     | En route pour Eniwetok                 | mars 1945          |       |
| YCF-36     | En route pour Eniwetok                 | mars 1945          |       |
| YCF-37     | En route pour Eniwetok                 | mars 1945          |       |
| YCF-42     | 34° 47′ N, 75° 05′ O                   | décembre 1944      |       |
| YCF-59     | Au large du Delaware                   | janvier 1945       |       |
| YCK-1      | Wake Island                            | 1942               |       |
| YCK-2      | 45° 47′ N, 58° 57′ O                   | 5 novembre 1943    |       |
| YCK-8      | Au large de Key West, Floride          | 13 décembre 1943   |       |
| YD-19      | Philippines                            | 1942               |       |
| YD-47      | Philippines                            | 1942               |       |
| YD-56      | Philippines                            | 1942               |       |
| YD-60      | Philippines                            | 1942               |       |
| YDG-4      | Au large de la Nouvelle Caledonie      | 1er octobre 1943   |       |
| YF-86      | Philippines                            | 1942               |       |
| YF-177     | Philippines                            | 1942               |       |
| YF-178     | Philippines                            | 1942               |       |
| YF-179     | Philippines                            | 1942               |       |
| YF-180     | Philippines                            | 1942               |       |
| YF-181     | Philippines                            | 1942               |       |
| YF-212     | Philippines                            | 1942               |       |
| YF-223     | Philippines                            | 1942               |       |
| YF-224     | Philippines                            | 1942               |       |
| YF-230     | Philippines                            | 1942               |       |
| YF-317     | Philippines                            | 1942               |       |
| YF-401     | 35° 07′ N, 69° 00′ O                   | 20 juin 1943       |       |
| YF-415     | 42° 24′ N, 70° 36′ O                   | 11 mai 1944        |       |
| YF-487     | CaraÏbes                               | 18 juillet 1943    |       |
| YF-575     | Au large d'Atlantic City, N.J.         | 6 mai 1943         |       |
| YF-579     | San Francisco                          | 20 septembre 1943  |       |
| YF-724     | Au large de Farallones                 | 22 mars 1945       |       |
| YF-725     | Au large de Farallones                 | 22 mars 1945       |       |
| YF-777     | Eniwetok                               | 6 août 1945        |       |
| YF-926     | En route pour Pearl Harbor             | 8 mars 1945        |       |
| San Felipe | Philippines                            | 1942               |       |
| Santa Rita | Philippines                            | 1942               |       |
| Rosal      | Philippines                            | 1942               |       |
| Camia      | Philippines                            | 1942               |       |
| Dapdap     | Philippines                            | 1942               |       |
| Rivera     | Philippines                            | 1942               |       |
| Magdalena  | Philippines                            | 1942               |       |
| Yacal      | Philippines                            | 2 janvier 1942     |       |
| Dewey      | Bataan, Philippines                    | 10 avril 1942      |       |
| YFD-20     | Au large de la Californie              | 31 janvier 1943    |       |
| YG-39      | 10° 10′ N, 79° 51′ O                   | 27 septembre 1944  |       |
| YG-44      | Pearl Harbor                           | 7 février 1945     |       |
| YM-4       | Philippines                            | 1942               |       |
| YM-13      | Guam                                   | 1942               |       |
| YMS-14     | Boston                                 | 11 janvier 1945    |       |
| YMS-19     | Au large de Palaos                     | 24 septembre 1944  |       |
| YMS-21     | 43° 06′ N, 5° 54′ E                    | 1er septembre 1944 |       |
| YMS-24     | 43° 23′ N, 6° 43′ E                    | 16 août 1944       |       |
| YMS-30     | 41° 23′ N, 12° 45′ E                   | 25 janvier 1944    |       |
| YMS-39     | 1° 19′ S, 116° 49′ E                   | 26 juin 1945       |       |
| YMS-48     | 14° 25′ N, 120° 34′ E                  | 14 février 1945    |       |
| YMS-50     | Au large de Balikipapan                | 18 juin 1945       |       |
| YMS-70     | Golfe de Leyte, Philippines            | 17 octobre 1944    |       |
| YMS-71     | 4° 58′ N, 119° 47′ E                   | 3 avril 1945       |       |
| YMS-84     | Au large de Balikpapan, Bornéo         | 9 juillet 1945     |       |
| YMS-98     | Au large de Okinawa                    | 16 septembre 1945  |       |
| YMS-103    | 26° 13′ N, 127° 54′ E                  | 8 avril 1945       |       |
| YMS-127    | Aléoutiennes                           | 10 janvier 1944    |       |
| YMS-133    | Au large des côtes de l'Oregon         | 21 février 1943    |       |
| YMS-304    | Au large du nord de la France          | 30 juillet 1944    |       |
| YMS-341    | Au large de Okinawa                    | 16 septembre 1945  |       |
| YMS-350    | Au large de Cherbourg                  | 2 juillet 1944     |       |
| YMS-365    | 1° 18′ S, 116° 50′ E                   | 26 juin 1945       |       |
| YMS-378    | 49° 33′ N, 1° 13′ O                    | 30 juillet 1944    |       |
| YMS-385    | Au large de Ulithi, Carolines          | 1er octobre 1944   |       |
| YMS-409    | Au large des côtes de l'Atlantique     | 12 septembre 1944  |       |
| YMS-421    | Au large de Okinawa                    | 16 septembre 1945  |       |
| YMS-472    | Au large de Okinawa                    | 16 septembre 1945  |       |
| YMS-481    | Bataille de Tarakan                    | 2 mai 1945         |       |
| YO-41      | Philippines                            | 1942               |       |
| YO-42      | Philippines                            | 1942               |       |
| YO-64      | Philippines                            | janvier 1942       |       |
| YO-156     | Sitka, Alaska                          | mai 1945           |       |
| YO-157     | Sitka, Alaska                          | mai 1945           |       |
| YO-159     | Au large des Nouvelles Hébrides        | 14 janvier 1944    |       |
| YPD-22     | Philippines                            | 1942               |       |
| YPK-6      | Philippines                            | 1942               |       |
| YPK-7      | Philippines                            | 1942               |       |
| YR-43      | Golfe d'Alaska                         | 28 mars 1945       |       |
| YRC-4      | Philippines                            | 1942               |       |
| YSP-41     | Philippines                            | 1942               |       |
| YSP-42     | Philippines                            | 1942               |       |
| YSP-43     | Philippines                            | 1942               |       |
| YSP-44     | Philippines                            | 1942               |       |
| YSP-45     | Philippines                            | 1942               |       |
| YSP-46     | Philippines                            | 1942               |       |
| YSP-47     | Philippines                            | 1942               |       |
| YSP-48     | Philippines                            | 1942               |       |
| YSP-49     | Philippines                            | 1942               |       |
| YSP-50     | Philippines                            | 1942               |       |
| YSR-2      | Philippines                            | 1942               |       |
| Banaag     | Philippines                            | 1942               |       |
| Iona       | Philippines                            | 1942               |       |
| Mercedes   | Philippines                            | 1942               |       |
| Vaga       | Corregidor, Philippines                | 5 mai 1942         |       |
| YT-198     | Au large de Anzio, Italie              | 18 février 1944    |       |
| YT-247     | 14° 14′ N, 158° 59′ O                  | 5 avril 1944       |       |
| Shahaka    | 27° 21′ N, 136° 29′ O                  | 9 mai 1944         |       |
| YTM-467    | Marshall ou Gilbert Islands            | mars 1944          |       |
| YW-50      | Guam                                   | 1942               |       |
| YW-54      | Philippines                            | 1942               |       |
| YW-55      | Guam                                   | 1942               |       |
| YW-58      | Guam                                   | 1942               |       |

### Navires de charge
| Nom             | Localisation            | Date            | Cause |
| --------------- | ----------------------- | --------------- | ----- |
| Aludra (AK-72)  | 11° 26′ S, 162° 00′ E   | 23 juin 1943    |       |
| Deimos (AK-78)  | 11° 26′ S, 162° 00′ E   | 23 juin 1943    |       |
| Pollux (AKS-2)  | Au large de Terre-Neuve | 18 février 1942 |       |
| Serpens (AK-97) | Guadalcanal, Salomon    | 29 janvier 1945 |       |

### Navires auxiliaires divers
| Nom                      | Localisation                         | Date             | Cause                                               |
| ------------------------ | ------------------------------------ | ---------------- | --------------------------------------------------- |
| Ailanthus (AN-38)        | Aléoutiennes                         | 26 février 1944  | Échouement                                          |
| Asphalt (IX-153)         | Saipan                               | 6 octobre 1944   | Échouement dans une tempête                         |
| Atik (AK-101)            | 36° N, 70° O                         | 26 mars 1942     | Coulé par le U-123                                  |
| Canopus (AS-9)           | Bataan, Philippines                  | 10 avril 1942    | Bombardé par des avions japonais.                   |
| Cythera (PY-26)          | Au large des côtes de l'Atlantique   | 2 mai 1942       | Coulé par un sous-marin allemand.                   |
| Extractor (ARS-15)       | Îles Mariannes                       | 24 janvier 1945  | Torpillé par un tir ami.                            |
| Macaw (ASR-11)           | Midway                               | 12 février 1944  | Perdu dans une tempête.                             |
| Moonstone (PYc-9)        | Au large du cap Delaware             | 16 octobre 1943  | Collision.                                          |
| Mount Hood (AE-11)       | Manus, Îles de l'Amirauté            | 10 novembre 1944 | Désintégré par une explosion de cause indéterminée. |
| Muskeget (AF-48)         | Atlantique Nord                      | 9 septembre 1942 | Coulé par un sous-marin allemand.                   |
| Niagara (AGP-1)          | Salomon                              | 23 mai 1943      | Coulé par l'aviation japonaise.                     |
| Pigeon (ASR-6)           | Corregidor, Philippines              | 3 mai 1942       | Coulé par bombardier en piqué japonais.             |
| Pontiac (AF-20)          | Au large de Halifax, Nouvelle Écosse | 30 janvier 1945  | Sauvé le 17 février 1945.                           |
| Porcupine (IX-126)       | Mindoro, Philippines                 | 30 décembre 1944 | Coulé par un avion Kamakae.                         |
| Rescuer (ARS-18)         | Aléoutiennes                         | 1er janvier 1943 | Echoué après des dommages fatals.                   |
| Ronaki (IX-94)           | Au large de l'Australie orientale    | 18 juin 1943     | Coulé après son échouement sur un récif.            |
| Utah (AG-16), ex-(BB-31) | 21° 22′ N, 157° 57′ O, Pearl Harbor  | 7 décembre 1941  | Torpillé par l'aéronaval japonaise.                 |
| Fisheries II             | Corregidor, Philippines              | 5 mai 1942       | Détruit pour empêcher sa capture.                   |
| Maryann                  | Corregidor, Philippines              | 5 mai 1942       | Détruit pour empêcher la capture.                   |
| DCH-1 ex-Walker (IX-44)  | En route pour Pearl Harbor           | 28 décembre 1941 | Sabordé alors qu'il était remorqué.                 |